# اسمال‌ورلد
اسمال‌ورلد (به انگلیسی: Smallworld) یک محصول نرم‌افزاری مبتنی بر دادگان ساخت جی‌ای انرجی است که امکاناتی را برای استفاده در سامانهٔ اطلاعات مکانی فراهم می‌کند. این نرم‌افزار در طراحی سامانه‌هایی مانند سامانه‌های توزیع نیروی الکتریکی، گاز، آب، شبکه‌های مخابراتی کاربرد دارد و می‌توان از آن در جهت ارزیابی فرصت‌های راهبردی بازار استفاده کرد. این نرم‌افزار قابلیت برقراری ارتباط با دیگر نرم‌افزارهایی که نیازمند اطلاعات مکانی هستند را دارا است و می‌تواند با دیگر سامانه‌های تجاری فناوری اطلاعات تعامل داشته باشد. تمرکز اصلی این محصول بر روی طراحی، عملکرد و مدیریت سرمایه‌ها در شبکه‌های الکتریکی، گاز و مخابرات است.